# Équipe cycliste Vélo Club Sovac
L'équipe cycliste Vélo Club Sovac est une équipe cycliste algérienne ayant le statut d'équipe continentale. Elle participe à ce titre aux courses des circuits continentaux de cyclisme et en particulier l'UCI Africa Tour.

## Principales victoires

### Courses UCI
- Tour de Blida : Hichem Chaabane (2013)
- Grand Prix d'Oran : Adil Barbari (2014)
- Tour de Sétif : Nabil Baz (2015)
- Tour du Sénégal : Islam Mansouri (2017)

### Championnats nationaux
- Championnats d'Algérie sur route : 6
  - Course en ligne : 2013 (Hichem Chaabane) et 2015 (Abderrahmane Mansouri)
  - Contre-la-montre : 2013 (Adil Barbari)
  - Course en ligne espoirs : 2013 (Mouadh Betira) et 2015 (Abderrahmane Mansouri)
  - Contre-la-montre espoirs : 2013 (Adil Barbari)

## Classements UCI
L'équipe participe aux circuits continentaux et principalement à des épreuves de l'UCI Africa Tour. Les tableaux ci-dessous présentent les classements de l'équipe sur les différents circuits, ainsi que son meilleur coureur au classement individuel.
UCI Africa Tour
| Saison | Classement par équipes | Meilleur coureur au classement individuel |
| ------ | ---------------------- | ----------------------------------------- |
| 2012   | 8e                     | Hichem Chaabane (28e)                     |
| 2013   | 2e                     | Hichem Chaabane (2e)                      |
| 2014   | 7e                     | Adil Barbari (11e)                        |
| 2015   | 9e                     | Bilal Saada (85e)                         |
| 2017   | 8e                     | Islam Mansouri (17e)                      |

UCI Asia Tour
| Saison | Classement par équipes | Meilleur coureur au classement individuel |
| ------ | ---------------------- | ----------------------------------------- |
| 2014   | 79e                    | Abderrahmane Mansouri (366e)              |
| 2017   | 96e                    | Oussama Mansouri (552e)                   |

UCI Europe Tour
| Saison | Classement par équipes | Meilleur coureur au classement individuel |
| ------ | ---------------------- | ----------------------------------------- |
| 2012   | 122e                   | Hichem Chaabane (1020e)                   |
| 2013   | 121e                   | Adil Barbari (967e)                       |

## Vélo Club Sovac en 2015[7]

### Effectif
| Cycliste              | Date de naissance | Nationalité | Équipe 2014     |  |
| --------------------- | ----------------- | ----------- | --------------- |  |
| Hichem Amari          | 29 mars 1995      | Algérie     | Vélo Club Sovac |  |
| Nabil Baz             | 6 juin 1987       | Algérie     | Vélo Club Sovac |  |
| Nadir Benrais         | 9 septembre 1994  | Algérie     | Vélo Club Sovac |  |
| Mohamed Bouzidi       | 6 mai 1994        | Algérie     | Vélo Club Sovac |  |
| Abdelghani Fellah     | 11 décembre 1995  | Algérie     | Vélo Club Sovac |  |
| Sid Ali Fellah        | 13 août 1990      | Algérie     | Vélo Club Sovac |  |
| Karim Hadjbouzit      | 10 février 1991   | Algérie     | Vélo Club Sovac |  |
| Abderrahmane Hamza    | 19 février 1992   | Algérie     | Vélo Club Sovac |  |
| Fayçal Hamza          | 6 septembre 1992  | Algérie     | Vélo Club Sovac |  |
| Abderrahmane Mansouri | 13 janvier 1995   | Algérie     | Vélo Club Sovac |  |
| Hamza Merdj           | 16 octobre 1993   | Algérie     | Vélo Club Sovac |  |
| Hichem Mokhtari       | 11 décembre 1996  | Algérie     |                 |  |
| Bilal Saada           | 26 octobre 1990   | Algérie     | Vélo Club Sovac |  |

### Victoires
| Date       | Course                                            | Pays    | Classe | Vainqueur             |
| ---------- | ------------------------------------------------- | ------- | ------ | --------------------- |
| 16/03/2015 | 1re étape du Tour international de Sétif          | Algérie | 2.2    | Nabil Baz             |
| 19/03/2015 | Classement général du Tour international de Sétif | Algérie | 2.2    | Nabil Baz             |
| 26/03/2015 | 2e étape du Tour international de Constantine     | Algérie | 2.2    | Abderrahmane Mansouri |
| 15/06/2015 | Championnat d'Algérie sur route espoirs           | Algérie | CN     | Abderrahmane Mansouri |
| 15/06/2015 | Championnat d'Algérie sur route                   | Algérie | CN     | Abderrahmane Mansouri |